# Złoty Glob za najlepszy film dramatyczny

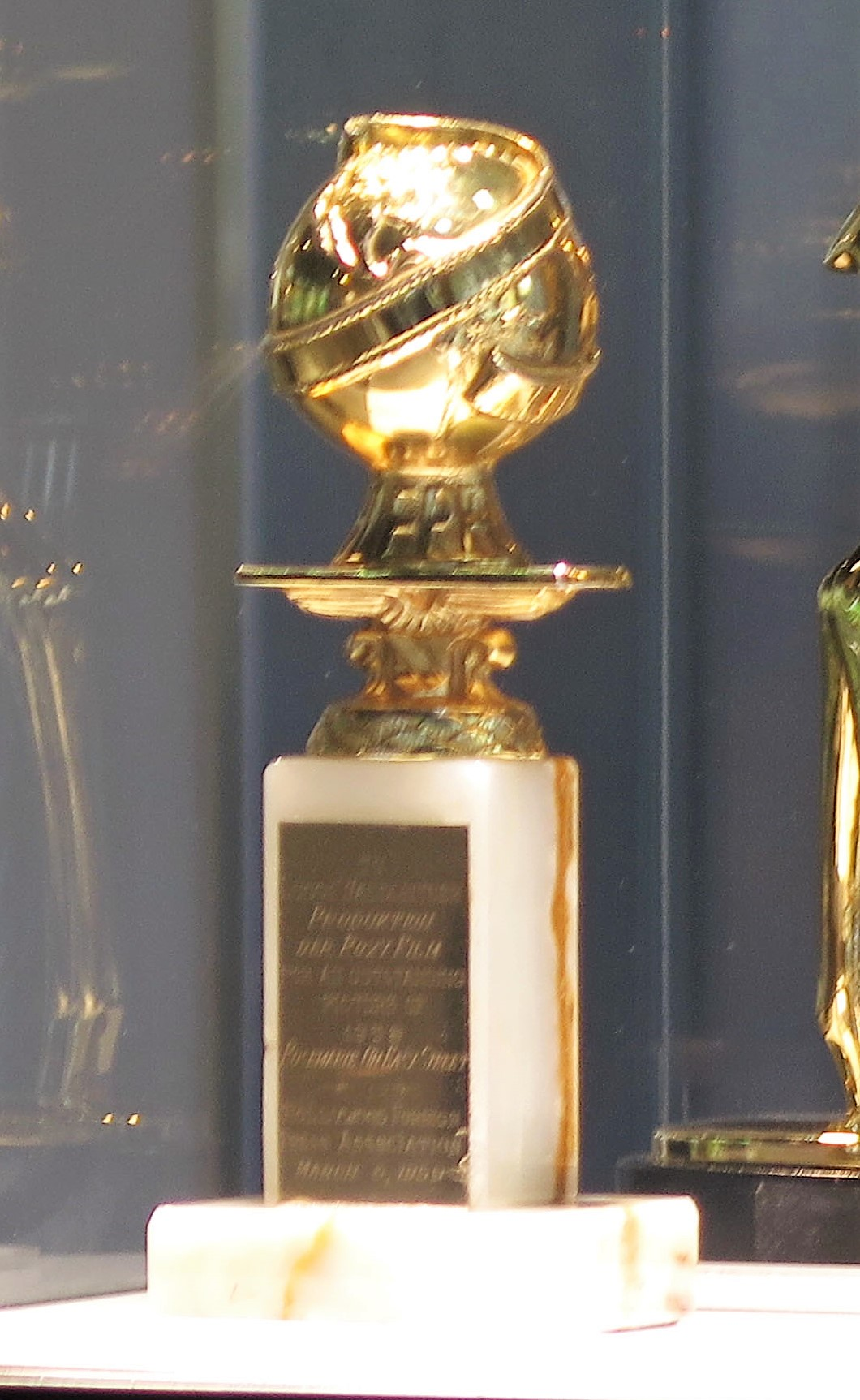
Zdjęcie nagrody

Złoty Glob za najlepszy film dramatyczny (Golden Globe Award for Best Motion Picture – Drama) – nagroda przyznawana corocznie od 1944 roku przez Hollywoodzkie Stowarzyszenie Prasy Zagranicznej (HFPA).
Początkowo nagrodę przyznawano w kategorii najlepszy film. Począwszy od 9. ceremonii wręczenia Złotych Globów kategoria ta została podzielona na dwie: najlepszy film dramatyczny i najlepszy film komediowy lub musical. Wyjątkiem był rok 1953, kiedy ponownie przyznano nagrodę dla najlepszego filmu (Szata). Nagroda jest wręczana producentom filmu.
Poniższa tabela zawiera również filmy, które otrzymały nagrodę w kategorii najlepszy film.

## Laureaci i nominowani
Laureaci są wyróżnieni błękitnym kolorem tła i pogrubieniem pisma (laureaci w kategorii Najlepszy film są wyróżnieni jasnobłękitym kolorem tła; nagrody były przyznawane w latach 1943–1950 oraz w roku 1953).

### Lata 40.
| Rok  | Film                         | Reżyser        | Główny producent |
| ---- | ---------------------------- | -------------- | ---------------- |
| 1943 | Pieśń o Bernadette           | Henry King     | William Perlberg |
| 1944 | Idąc moją drogą              | Leo McCarey    | Leo McCarey      |
| 1945 | Stracony weekend             | Billy Wilder   | Charles Brackett |
| 1946 | Najlepsze lata naszego życia | William Wyler  | Samuel Goldwyn   |
| 1947 | Dżentelmeńska umowa          | Elia Kazan     | Darryl F. Zanuck |
| 1948 | Johnny Belinda               | Jean Negulesco | Jerry Wald       |
| 1948 | Skarb Sierra Madre           | John Huston    | Henry Blanke     |
| 1949 | Gubernator                   | Robert Rossen  | Robert Rossen    |
| 1949 | Przyjdź do stajni            | Henry Koster   | Samuel G. Engel  |

### Lata 50.
| Rok  | Film                              | Reżyser              | Główny producent              |
| ---- | --------------------------------- | -------------------- | ----------------------------- |
| 1950 | Bulwar Zachodzącego Słońca        | Billy Wilder         | Charles Brackett              |
| 1950 | Cyrano de Bergerac                | Michael Gordon       | Stanley Kramer                |
| 1950 | Harvey                            | Henry Koster         | John Beck                     |
| 1950 | Urodzeni wczoraj                  | George Cukor         | Hal B. Wallis                 |
| 1950 | Wszystko o Ewie                   | Joseph L. Mankiewicz | Darryl F. Zanuck              |
| 1951 | Miejsce pod słońcem               | George Stevens       | George Stevens                |
| 1951 | Bright Victory                    | Mark Robson          | Robert Buckner                |
| 1951 | Opowieści o detektywie            | William Wyler        | William Wyler                 |
| 1951 | Quo Vadis                         | Mervyn LeRoy         | Sam Zimbalist                 |
| 1951 | Tramwaj zwany pożądaniem          | Elia Kazan           | Charles K. Feldman            |
| 1952 | Największe widowisko świata       | Cecil B. DeMille     | Cecil B. DeMille              |
| 1952 | Szczęśliwy czas                   | Richard Fleischer    | Earl Fenton                   |
| 1952 | Wróć, mała Shebo                  | Daniel Mann          | Hal B. Wallis                 |
| 1952 | W samo południe                   | Fred Zinnemann       | Stanley Kramer                |
| 1952 | Złodziej                          | Russell Rouse        | Clarence Greene               |
| 1953 | Szata                             | Henry Koster         | Frank Ross                    |
| 1954 | Na nabrzeżach                     | Elia Kazan           | Sam Spiegel                   |
| 1955 | Na wschód od Edenu                | Elia Kazan           | Elia Kazan                    |
| 1956 | W 80 dni dookoła świata           | Michael Anderson     | Kevin McClory                 |
| 1956 | Olbrzym                           | George Stevens       | Henry Ginsberg                |
| 1956 | Pasja życia                       | Vincente Minnelli    | John Houseman                 |
| 1956 | Wojna i pokój                     | King Vidor           | Dino De Laurentiis            |
| 1956 | Zaklinacz deszczu                 | Joseph Anthony       | Hal B. Wallis                 |
| 1957 | Most na rzece Kwai                | David Lean           | Sam Spiegel                   |
| 1957 | Dwunastu gniewnych ludzi          | Sidney Lumet         | Henry Fonda                   |
| 1957 | Dziki jest wiatr                  | George Cukor         | Joseph H. Hazen i Paul Nathan |
| 1957 | Sayonara                          | Joshua Logan         | William Goetz                 |
| 1957 | Świadek oskarżenia                | Billy Wilder         | Arthur Hornblow Jr.           |
| 1958 | Ucieczka w kajdanach              | Stanley Kramer       | Stanley Kramer                |
| 1958 | Chcę żyć!                         | Robert Wise          | Claude Miller                 |
| 1958 | Bądź w domu przed zmrokiem        | Mervyn LeRoy         | Mervyn LeRoy                  |
| 1958 | Kotka na gorącym, blaszanym dachu | Richard Brooks       | Lawrence Weingarten           |
| 1958 | Osobne stoliki                    | Delbert Mann         | Harold Hecht                  |
| 1959 | Ben Hur                           | William Wyler        | Sam Zimbalist                 |
| 1959 | Anatomia morderstwa               | Otto Preminger       | Otto Preminger                |
| 1959 | Historia zakonnicy                | Fred Zinnemann       | Henry Blanke                  |
| 1959 | Ostatni brzeg                     | Stanley Kramer       | Stanley Kramer                |
| 1959 | Pamiętnik Anny Frank              | George Stevens       | George Stevens                |

### Lata 60.
| Rok  | Film                            | Reżyser              | Główny producent   |
| ---- | ------------------------------- | -------------------- | ------------------ |
| 1960 | Spartakus                       | Stanley Kubrick      | Kirk Douglas       |
| 1960 | Elmer Gantry                    | Richard Brooks       | Bernard Smith      |
| 1960 | Kto sieje wiatr                 | Stanley Kramer       | Stanley Kramer     |
| 1960 | Sunrise at Campobello           | Vincent J. Donehue   | Dore Schary        |
| 1960 | Synowie i kochankowie           | Jack Cardiff         | Jerry Wald         |
| 1961 | Działa Navarony                 | J. Lee Thompson      | Carl Foreman       |
| 1961 | Cyd                             | Anthony Mann         | Samuel Bronston    |
| 1961 | Fanny                           | Joshua Logan         | Ben Kadish         |
| 1961 | Wiosenna bujność traw           | Elia Kazan           | Elia Kazan         |
| 1961 | Wyrok w Norymberdze             | Stanley Kramer       | Stanley Kramer     |
| 1962 | Lawrence z Arabii               | David Lean           | Sam Spiegel        |
| 1962 | Bunt na Bounty                  | Lewis Milestone      | Aaron Rosenberg    |
| 1962 | Cudotwórczyni                   | Arthur Penn          | Fred Coe           |
| 1962 | Dni wina i róż                  | Blake Edwards        | Martin Manulis     |
| 1962 | Doktor Freud                    | John Huston          | Wolfgang Reinhardt |
| 1962 | Lisa                            | Philip Dunne         | Mark Robson        |
| 1962 | Najdłuższy dzień                | Ken Annakin          | Darryl F. Zanuck   |
| 1962 | Przygody młodego człowieka      | Martin Ritt          | Jerry Wald         |
| 1962 | Raport Chapmana                 | George Cukor         | Darryl F. Zanuck   |
| 1962 | Zabić drozda                    | Robert Mulligan      | Alan J. Pakula     |
| 1963 | Kardynał                        | Otto Preminger       | Martin C. Schute   |
| 1963 | Ameryka, Ameryka                | Elia Kazan           | Elia Kazan         |
| 1963 | Hud, syn farmera                | Martin Ritt          | Irving Ravetch     |
| 1963 | Kapitan Newman                  | David Miller         | Robert Arthur      |
| 1963 | Kleopatra                       | Joseph L. Mankiewicz | Walter Wanger      |
| 1963 | Polne lilie                     | Ralph Nelson         | Ralph Nelson       |
| 1963 | The Caretakers                  | Hall Bartlett        | Hall Bartlett      |
| 1963 | Wielka ucieczka                 | John Sturges         | John Sturges       |
| 1964 | Becket                          | Peter Glenville      | Hal B. Wallis      |
| 1964 | Dear Heart                      | Delbert Mann         | Martin Manulis     |
| 1964 | Grek Zorba                      | Michael Cacoyannis   | Michael Cacoyannis |
| 1964 | Noc iguany                      | John Huston          | John Huston        |
| 1964 | The Chalk Garden                | Ronald Neame         | Ross Hunter        |
| 1965 | Doktor Zywago                   | David Lean           | Arvis Griffen      |
| 1965 | Kolekcjoner                     | William Wyler        | Jud Kinberg        |
| 1965 | Start Feniksa                   | Robert Aldrich       | Robert Aldrich     |
| 1965 | Statek szaleńców                | Stanley Kramer       | Stanley Kramer     |
| 1965 | W cieniu dobrego drzewa         | Guy Green            | Guy Green          |
| 1966 | Oto jest głowa zdrajcy          | Fred Zinnemann       | Fred Zinnemann     |
| 1966 | Elza z afrykańskiego buszu      | James Hill           | Sam Jaffe          |
| 1966 | Kto się boi Virginii Woolf?     | Mike Nichols         | Ernest Lehman      |
| 1966 | Zawodowcy                       | Richard Brooks       | Richard Brooks     |
| 1966 | Ziarnka piasku                  | Robert Wise          | Robert Wise        |
| 1967 | W upalną noc                    | Norman Jewison       | Walter Mirisch     |
| 1967 | Bonnie i Clyde                  | Arthur Penn          | Warren Beatty      |
| 1967 | Z dala od zgiełku               | John Schlesinger     | Joseph Janni       |
| 1967 | Z zimną krwią                   | Richard Brooks       | Richard Brooks     |
| 1967 | Zgadnij, kto przyjdzie na obiad | Stanley Kramer       | George Glass       |
| 1968 | Lew w zimie                     | Anthony Harvey       | Martin Poll        |
| 1968 | Charly                          | Ralph Nelson         | Ralph Nelson       |
| 1968 | Serce to samotny myśliwy        | Robert Ellis Miller  | Joel Freeman       |
| 1968 | Trzewiki rybaka                 | Michael Anderson     | George Englund     |
| 1968 | Żyd Jakow                       | John Frankenheimer   | Edward Lewis       |
| 1969 | Anna tysiąca dni                | Charles Jarrott      | Hal B. Wallis      |
| 1969 | Butch Cassidy i Sundance Kid    | George Roy Hill      | John Foreman       |
| 1969 | Czyż nie dobija się koni?       | Sydney Pollack       | Robert Chartoff    |
| 1969 | Nocny kowboj                    | John Schlesinger     | Jerome Hellman     |
| 1969 | Pełnia życia panny Brodie       | Ronald Neame         | James Cresson      |

### Lata 70.
| Rok  | Film                                        | Reżyser               | Główny producent               |
| ---- | ------------------------------------------- | --------------------- | ------------------------------ |
| 1970 | Love Story                                  | Arthur Hiller         | Howard G. Minsky               |
| 1970 | Nigdy nie śpiewałem dla mojego ojca         | Gilbert Cates         | Gilbert Cates                  |
| 1970 | Patton                                      | Franklin J. Schaffner | Frank Caffey                   |
| 1970 | Pięć łatwych utworów                        | Bob Rafelson          | Robert Daley                   |
| 1970 | Port lotniczy                               | George Seaton         | Ross Hunter                    |
| 1971 | Francuski łącznik                           | William Friedkin      | Philip D’Antoni                |
| 1971 | Lato roku 1942                              | Robert Mulligan       | Richard A. Roth                |
| 1971 | Maria, królowa Szkotów                      | Charles Jarrott       | Hal B. Wallis                  |
| 1971 | Mechaniczna pomarańcza                      | Stanley Kubrick       | Si Litvinoff                   |
| 1971 | Ostatni seans filmowy                       | Peter Bogdanovich     | Stephen J. Friedman            |
| 1972 | Ojciec chrzestny                            | Francis Ford Coppola  | Albert S. Ruddy                |
| 1972 | Detektyw                                    | Joseph L. Mankiewicz  | Morton Gottlieb                |
| 1972 | Szał                                        | Alfred Hitchcock      | William Hill                   |
| 1972 | Tragedia „Posejdona”                        | Ronald Neame          | Irwin Allen                    |
| 1972 | Wybawienie                                  | John Boorman          | John Boorman                   |
| 1973 | Egzorcysta                                  | William Friedkin      | William Peter Blatty           |
| 1973 | Dzień Szakala                               | Fred Zinnemann        | John Woolf                     |
| 1973 | Ocalić tygrysa                              | John G. Avildsen      | Edward S. Feldman              |
| 1973 | Ostatnie tango w Paryżu                     | Bernardo Bertolucci   | Alberto Grimaldi               |
| 1973 | Przepustka dla marynarza                    | Mark Rydell           | Mark Rydell                    |
| 1973 | Serpico                                     | Sidney Lumet          | Dino De Laurentis              |
| 1974 | Chinatown                                   | Roman Polański        | Robert Evans                   |
| 1974 | Kobieta pod presją                          | John Cassavetes       | Sam Shaw                       |
| 1974 | Ojciec chrzestny II                         | Francis Ford Coppola  | Francis Ford Coppola           |
| 1974 | Rozmowa                                     | Francis Ford Coppola  | Francis Ford Coppola           |
| 1974 | Trzęsienie ziemi                            | Mark Robson           | Mark Robson                    |
| 1975 | Lot nad kukułczym gniazdem                  | Miloš Forman          | Michael Douglas                |
| 1975 | Barry Lyndon                                | Stanley Kubrick       | Stanley Kubrick                |
| 1975 | Nashville                                   | Robert Altman         | Robert Altman                  |
| 1975 | Pieskie popołudnie                          | Sidney Lumet          | Martin Bregman                 |
| 1975 | Szczęki                                     | Steven Spielberg      | David Brown                    |
| 1976 | Rocky                                       | John G. Avildsen      | Robert Chartoff, Irwin Winkler |
| 1976 | By nie pełzać na kolanach                   | Hal Ashby             | Robert Blumofe                 |
| 1976 | Przeklęty rejs                              | Stuart Rosenberg      | Robert Fryer                   |
| 1976 | Sieć                                        | Sidney Lumet          | Howard Gottfried               |
| 1976 | Wszyscy ludzie prezydenta                   | Alan J. Pakula        | Walter Coblenz                 |
| 1977 | Punkt zwrotny                               | Herbert Ross          | Arthur Laurents                |
| 1977 | Bliskie spotkania trzeciego stopnia         | Steven Spielberg      | Julia Phillips                 |
| 1977 | Gwiezdne wojny                              | George Lucas          | Gary Kurtz                     |
| 1977 | Julia                                       | Fred Zinnemann        | Richard A. Roth                |
| 1977 | Nigdy nie obiecywałem ci ogrodu pełnego róż | Anthony Page          | Daniel H. Blatt                |
| 1978 | Midnight Express                            | Alan Parker           | Alan Marshall                  |
| 1978 | Łowca jeleni                                | Michael Cimino        | Barry Spikings                 |
| 1978 | Niebiańskie dni                             | Terrence Malick       | Bert Schneider                 |
| 1978 | Niezamężna kobieta                          | Paul Mazursky         | Paul Mazursky                  |
| 1978 | Powrót do domu                              | Hal Ashby             | Robert C. Jones                |
| 1979 | Sprawa Kramerów                             | Robert Benton         | Stanley R. Jaffe               |
| 1979 | Chiński syndrom                             | James Bridges         | Michael Douglas                |
| 1979 | Czas apokalipsy                             | Francis Ford Coppola  | Francis Ford Coppola           |
| 1979 | Manhattan                                   | Woody Allen           | Charles H. Joffe               |
| 1979 | Norma Rae                                   | Martin Ritt           | Alexandra Rose                 |

### Lata 80.
| Rok  | Film                           | Reżyser              | Główny producent     |
| ---- | ------------------------------ | -------------------- | -------------------- |
| 1980 | Zwyczajni ludzie               | Robert Redford       | Ronald L. Schwary    |
| 1980 | Człowiek słoń                  | David Lynch          | Jonathan Sanger      |
| 1980 | Kaskader z przypadku           | Richard Rush         | Richard Ruch         |
| 1980 | The Ninth Configuration        | William Peter Blatty | William Peter Blatty |
| 1980 | Wściekły Byk                   | Martin Scorsese      | Robert Chartoff      |
| 1981 | Nad złotym stawem              | Mark Rydell          | Bruce Gilbert        |
| 1981 | Czerwoni                       | Warren Beatty        | Warren Beatty        |
| 1981 | Kochanica Francuza             | Karel Reisz          | Leon Clore           |
| 1981 | Książę wielkiego miasta        | Sidney Lumet         | Sidney Lumet         |
| 1981 | Ragtime                        | Miloš Forman         | Dino De Laurentis    |
| 1982 | E.T.                           | Steven Spielberg     | Steven Spielberg     |
| 1982 | Oficer i dżentelmen            | Taylor Hackford      | Martin Elfand        |
| 1982 | Werdykt                        | Sidney Lumet         | David Brown          |
| 1982 | Wybór Zofii                    | Alan J. Pakula       | Alan J. Pakula       |
| 1982 | Zaginiony                      | Costa-Gavras         | Edward Lewis         |
| 1983 | Czułe słówka                   | James L. Brooks      | James L. Brooks      |
| 1983 | Pierwszy krok w kosmos         | Philip Kaufman       | Irwin Winkler        |
| 1983 | Pod czułą kontrolą             | Bruce Beresford      | Philip Hober         |
| 1983 | Reuben, Reuben                 | Robert Ellis Miller  | Robert Ellis Miller  |
| 1983 | Silkwood                       | Mike Nichols         | Alice Arlen          |
| 1984 | Amadeusz                       | Miloš Forman         | Saul Zaentz          |
| 1984 | Cotton Club                    | Francis Ford Coppola | Robert Evans         |
| 1984 | Miejsca w sercu                | Robert Benton        | Robert Benton        |
| 1984 | Opowieści żołnierza            | Norman Jewison       | Norman Jewison       |
| 1984 | Pola śmierci                   | Roland Joffé         | David Puttnam        |
| 1985 | Pożegnanie z Afryką            | Sydney Pollack       | Sydney Pollack       |
| 1985 | Kolor purpury                  | Steven Spielberg     | Steven Spielberg     |
| 1985 | Pocałunek kobiety pająka       | Héctor Babenco       | David Weisman        |
| 1985 | Świadek                        | Peter Weir           | Edward S. Feldman    |
| 1985 | Uciekający pociąg              | Andriej Konczałowski | Richard Garcia       |
| 1986 | Pluton                         | Oliver Stone         | Arnold Kopelson      |
| 1986 | Dzieci gorszego Boga           | Randa Haines         | Chris Bender         |
| 1986 | Misja                          | Roland Joffé         | Fernando Ghia        |
| 1986 | Mona Lisa                      | Neil Jordan          | Stephen Woolley      |
| 1986 | Pokój z widokiem               | James Ivory          | Ismail Merchant      |
| 1986 | Stań przy mnie                 | Rob Reiner           | Bruce A. Evans       |
| 1987 | Ostatni cesarz                 | Bernardo Bertolucci  | Jeremy Thomas        |
| 1987 | Fatalne zauroczenie            | Adrian Lyne          | Stanley R. Jaffe     |
| 1987 | Imperium słońca                | Steven Spielberg     | Kathleen Kennedy     |
| 1987 | Krzyk wolności                 | Richard Attenborough | Richard Attenborough |
| 1987 | La Bamba                       | Luis Valdez          | Stuart Benjamin      |
| 1987 | Wariatka                       | Martin Ritt          | Teri Schwartz        |
| 1988 | Rain Man                       | Barry Levinson       | Mark Johnson         |
| 1988 | Goryle we mgle                 | Michael Apted        | Peter Guber          |
| 1988 | Krzyk w ciemności              | Fred Schepisi        | Joram Globus         |
| 1988 | Missisipi w ogniu              | Alan Parker          | Robert F. Colesberry |
| 1988 | Nieznośna lekkość bytu         | Philip Kaufman       | Bertil Ohlsson       |
| 1988 | Przypadkowy turysta            | Lawrence Kasdan      | Phyllis Carlyle      |
| 1988 | Stracone lata                  | Sidney Lumet         | Griffin Dunne        |
| 1989 | Urodzony 4 lipca               | Oliver Stone         | A. Kitman Ho         |
| 1989 | Chwała                         | Edward Zwick         | Freddie Fields       |
| 1989 | Rób, co należy                 | Spike Lee            | Spike Lee            |
| 1989 | Stowarzyszenie Umarłych Poetów | Peter Weir           | Paul Junger Witt     |
| 1989 | Zbrodnie i wykroczenia         | Woody Allen          | Charles H. Joffe     |

### Lata 90.
| Rok  | Film                              | Reżyser              | Główny producent                    |
| ---- | --------------------------------- | -------------------- | ----------------------------------- |
| 1990 | Tańczący z wilkami                | Kevin Costner        | Kevin Costner                       |
| 1990 | Avalon                            | Barry Levinson       | Mark Johnson i Barry Levinson       |
| 1990 | Chłopcy z ferajny                 | Martin Scorsese      | Irwin Winkler                       |
| 1990 | Druga prawda                      | Barbet Schroeder     | Edward R. Pressman i Oliver Stone   |
| 1990 | Ojciec chrzestny III              | Francis Ford Coppola | Francis Ford Coppola                |
| 1991 | Bugsy                             | Barry Levinson       | Warren Beatty i Barry Levinson      |
| 1991 | JFK                               | Oliver Stone         | A. Kitman Ho i Oliver Stone         |
| 1991 | Książę przypływów                 | Barbra Streisand     | Andrew S. Karsch i Barbra Streisand |
| 1991 | Milczenie owiec                   | Jonathan Demme       | Ronald M. Bozman                    |
| 1991 | Thelma i Louise                   | Ridley Scott         | Mimi Polk Gitlin i Ridley Scott     |
| 1992 | Zapach kobiety                    | Martin Brest         | Martin Brest                        |
| 1992 | Bez przebaczenia                  | Clint Eastwood       | Clint Eastwood                      |
| 1992 | Gra pozorów                       | Neil Jordan          | Stephen Woolley                     |
| 1992 | Ludzie honoru                     | Rob Reiner           | David Brown i Rob Reiner            |
| 1992 | Powrót do Howards End             | James Ivory          | Ismail Merchant                     |
| 1993 | Lista Schindlera                  | Steven Spielberg     | Branko Lustig                       |
| 1993 | Fortepian                         | Jane Campion         | Jan Chapman                         |
| 1993 | Okruchy dnia                      | James Ivory          | Ismail Merchant                     |
| 1993 | W imię ojca                       | Jim Sheridan         | Jim Sheridan                        |
| 1993 | Wiek niewinności                  | Martin Scorsese      | Barbara De Fina                     |
| 1994 | Forrest Gump                      | Robert Zemeckis      | Wendy Finerman                      |
| 1994 | Nell                              | Michael Apted        | Jodie Foster                        |
| 1994 | Quiz Show                         | Robert Redford       | Michael Jacobs i Robert Redford     |
| 1994 | Pulp Fiction                      | Quentin Tarantino    | Lawrence Bender                     |
| 1994 | Wichry namiętności                | Edward Zwick         | Marshall Herskovitz                 |
| 1995 | Rozważna i romantyczna            | Ang Lee              | Lindsay Doran                       |
| 1995 | Apollo 13                         | Ron Howard           | Brian Grazer                        |
| 1995 | Braveheart. Waleczne serce        | Mel Gibson           | Mel Gibson                          |
| 1995 | Co się wydarzyło w Madison County | Clint Eastwood       | Clint Eastwood i Kathleen Kennedy   |
| 1995 | Zostawić Las Vegas                | Mike Figgis          | Lila Cazès                          |
| 1996 | Angielski pacjent                 | Anthony Minghella    | Saul Zaentz                         |
| 1996 | Blask                             | Scott Hicks          | Jane Scott                          |
| 1996 | Przełamując fale                  | Lars von Trier       | Peter Aalbæk Jensen                 |
| 1996 | Sekrety i kłamstwa                | Mike Leigh           | Simon Channing Williams             |
| 1996 | Skandalista Larry Flynt           | Miloš Forman         | Michael Hausman i Oliver Stone      |
| 1997 | Titanic                           | James Cameron        | James Cameron                       |
| 1997 | Amistad                           | Steven Spielberg     | Debbie Allen i Steven Spielberg     |
| 1997 | Bokser                            | Jim Sheridan         | Jim Sheridan i Arthur Lappin        |
| 1997 | Buntownik z wyboru                | Gus Van Sant         | Lawrence Bender                     |
| 1997 | Tajemnice Los Angeles             | Curtis Hanson        | Curtis Hanson                       |
| 1998 | Szeregowiec Ryan                  | Steven Spielberg     | Ian Bryce                           |
| 1998 | Bogowie i potwory                 | Bill Condon          | Paul Colichman                      |
| 1998 | Elizabeth                         | Shekhar Kapur        | Tim Bevan                           |
| 1998 | Truman Show                       | Peter Weir           | Edward S. Feldman i Andrew Niccol   |
| 1998 | Zaklinacz koni                    | Robert Redford       | Patrick Markey i Robert Redford     |
| 1999 | American Beauty                   | Sam Mendes           | Bruce Cohen i Dan Jinks             |
| 1999 | Huragan                           | Norman Jewison       | Norman Jewison                      |
| 1999 | Informator                        | Michael Mann         | Michael Mann i Pieter Jan Brugge    |
| 1999 | Koniec romansu                    | Neil Jordan          | Neil Jordan i Stephen Woolley       |
| 1999 | Utalentowany pan Ripley           | Anthony Minghella    | William Horberg                     |

### 2000–2009
| Rok  | Film                                   | Reżyser                     | Główny producent |
| ---- | -------------------------------------- | --------------------------- | --- |
| 2000 | Gladiator                              | Ridley Scott                | Douglas Wick |
| 2000 | Billy Elliot                           | Stephen Daldry              | Charles Brand |
| 2000 | Cudowni chłopcy                        | Curtis Hanson               | Curtis Hanson |
| 2000 | Erin Brockovich                        | Steven Soderbergh           | Danny DeVito |
| 2000 | Kropla słońca                          | István Szabó                | András Hámori |
| 2000 | Traffic                                | Steven Soderbergh           | Edward Zwick |
| 2001 | Piękny umysł                           | Ron Howard                  | Brian Grazer |
| 2001 | Człowiek, którego nie było             | Joel Coen                   | Ethan Coen |
| 2001 | Mulholland Drive                       | David Lynch                 | Pierre Edelman |
| 2001 | Władca Pierścieni: Drużyna Pierścienia | Peter Jackson               | Peter Jackson |
| 2001 | Za drzwiami sypialni                   | Todd Field                  | Todd Field |
| 2002 | Godziny                                | Stephen Daldry              | Mark Huffam |
| 2002 | Gangi Nowego Jorku                     | Martin Scorsese             | Alberto Grimaldi |
| 2002 | Pianista                               | Roman Polański              | Roman Polański |
| 2002 | Schmidt                                | Alexander Payne             | Michael Besman |
| 2002 | Władca Pierścieni: Dwie wieże          | Peter Jackson               | Peter Jackson |
| 2003 | Władca Pierścieni: Powrót króla        | Peter Jackson               | Peter Jackson |
| 2003 | Niepokonany Seabiscuit                 | Gary Ross                   | Kathleen Kennedy |
| 2003 | Pan i władca: Na krańcu świata         | Peter Weir                  | Peter Weir |
| 2003 | Rzeka tajemnic                         | Clint Eastwood              | Robert Lorenz |
| 2003 | Wzgórze nadziei                        | Anthony Minghella           | Albert Berger |
| 2004 | Aviator                                | Martin Scorsese             | Michael Mann |
| 2004 | Bliżej                                 | Mike Nichols                | Patrick Marber |
| 2004 | Hotel Ruanda                           | Terry George                | Terry George |
| 2004 | Kinsey                                 | Bill Condon                 | Gail Mutrux |
| 2004 | Marzyciel                              | Marc Forster                | Richard N. Gladstein |
| 2004 | Za wszelką cenę                        | Clint Eastwood              | Clint Eastwood |
| 2005 | Tajemnica Brokeback Mountain           | Ang Lee                     | Diana Ossana |
| 2005 | Good Night and Good Luck               | George Clooney              | Grant Heslov |
| 2005 | Historia przemocy                      | David Cronenberg            | Chris Bender |
| 2005 | Wierny ogrodnik                        | Fernando Meirelles          | Simon Channing-Williams |
| 2005 | Wszystko gra                           | Woody Allen                 | Letty Aronson |
| 2006 | Babel                                  | Alejandro González Iñárritu | Steve Golin |
| 2006 | Bobby                                  | Emilio Estevez              | Anthony Hopkins |
| 2006 | Infiltracja                            | Martin Scorsese             | Brad Grey |
| 2006 | Królowa                                | Stephen Frears              | François Ivernel |
| 2006 | Małe dzieci                            | Todd Field                  | Albert Berger |
| 2007 | Pokuta                                 | Joe Wright                  | Tim Bevan |
| 2007 | Amerykański gangster                   | Ridley Scott                | Brian Grazer |
| 2007 | Aż poleje się krew                     | Paul Thomas Anderson        | Paul Thomas Anderson |
| 2007 | Wschodnie obietnice                    | David Cronenberg            | Paul Webster |
| 2007 | Klub dyskusyjny                        | Denzel Washington           | Oprah Winfrey |
| 2007 | Michael Clayton                        | Tony Gilroy                 | Sydney Pollack |
| 2007 | To nie jest kraj dla starych ludzi     | Joel i Ethan Coen           | Joel Coen, Ethan Coen i Scott Rudin                                                                                               |
| 2008 | Slumdog. Milioner z ulicy              | Danny Boyle                 | Christian Colson |
| 2008 | Ciekawy przypadek Benjamina Buttona    | David Fincher               | Kathleen Kennedy, Frank Marshall, Ray Stark                                                                                       |
| 2008 | Droga do szczęścia                     | Sam Mendes                  | Bobby Cohen, Sam Mendes, Scott Rudin                                                                                              |
| 2008 | Frost/Nixon                            | Ron Howard                  | Ron Howard, Brian Grazer, Tim Bevan, Eric Fellner                                                                                 |
| 2008 | Lektor                                 | Stephen Daldry              | Anthony Minghella, Sydney Pollack, Scott Rudin                                                                                    |
| 2009 | Avatar                                 | James Cameron               | James Cameron, Jon Landau |
| 2009 | Bękarty wojny                          | Quentin Tarantino           | Lawrence Bender |
| 2009 | The Hurt Locker. W pułapce wojny       | Kathryn Bigelow             | Kathryn Bigelow, Mark Boal, Nicolas Chartier, Tony Mark, Donall McCusker, Greg Shapiro                                            |
| 2009 | Hej, skarbie                           | Lee Daniels                 | Lisa Cortes, Sarah Siegel-Magness, Valerie Hoffman, Asger Hussain, Gary Magness, Mark G. Magges, Berrgen Swason, Simone Sheffield |
| 2009 | W chmurach                             | Jason Reitman               | Daniel Dubiecki, Jeffrey Clifford, Ivan Reitman, Jason Reitman                                                                    |

### 2010–2019
| Rok  | Film                                | Reżyser                     | Producent |
| ---- | ----------------------------------- | --------------------------- | --- |
| 2010 | The Social Network                  | David Fincher               | David Fincher, Scott Rudin, Dana Brunetti, Michael De Luca, Ceán Chaffin                                       |
| 2010 | Czarny łabędź                       | Darren Aronofsky            | Mike Medavoy, Scott Franklin, Arnold Messer, Brian Oliver                                                      |
| 2010 | Fighter                             | David O. Russell            | David Hoberman, Todd Lieberman, Ryan Kavanaugh, Mark Wahlberg, Dorothy Aufiero, Paul Tamasy                    |
| 2010 | Incepcja                            | Christopher Nolan           | Christopher Nolan, Emma Thomas                                                                                 |
| 2010 | Jak zostać królem                   | Tom Hooper                  | Iain Canning, Emile Sherman, Gareth Unwin i Geoffrey Rush                                                      |
| 2011 | Spadkobiercy                        | Alexander Payne             | Jim Burke, Alexander Payne, Jim Taylor                                                                         |
| 2011 | Czas wojny                          | Steven Spielberg            | Steven Spielberg, Kathleen Kennedy                                                                             |
| 2011 | Hugo i jego wynalazek               | Martin Scorsese             | Johnny Depp, Timothy Headington, Graham King, Martin Scorsese                                                  |
| 2011 | Idy marcowe                         | George Clooney              | George Clooney, Grant Heslov, Brian Oliver                                                                     |
| 2011 | Moneyball                           | Bennett Miller              | Michael De Luca, Rachael Horovitz, Brad Pitt                                                                   |
| 2011 | Służące                             | Tate Taylor                 | Chris Columbus, Michael Barnathan, Brunson Green                                                               |
| 2012 | Operacja Argo                       | Ben Affleck                 | Ben Affleck, George Clooney, Grant Heslov                                                                      |
| 2012 | Django                              | Quentin Tarantino           | Stacey Sher, Reginald Hudlin, Pilar Savone                                                                     |
| 2012 | Lincoln                             | Steven Spielberg            | Steven Spielberg, Kathleen Kennedy                                                                             |
| 2012 | Wróg numer jeden                    | Kathryn Bigelow             | Kathryn Bigelow, Colin Wilson, Greg Shapiro, Ted Schipper, Megan Ellison                                       |
| 2012 | Życie Pi                            | Ang Lee                     | Ang Lee, Gil Netter, David Womarck                                                                             |
| 2013 | Zniewolony. 12 Years a Slave        | Steve McQueen               | Brad Pitt, Dede Gardner, Jeremy Kleiner, Bill Pohlad, Steve McQueen, Arnon Milchan, Anthony Katagas            |
| 2013 | Grawitacja                          | Alfonso Cuarón              | Alfonso Cuarón, David Heyman                                                                                   |
| 2013 | Kapitan Phillips                    | Paul Greengrass             | Michael De Luca, Dana Brunetti, Scott Rudin                                                                    |
| 2013 | Tajemnica Filomeny                  | Stephen Frears              | Gabrielle Tan, Steve Coogan, Tracey Seaward                                                                    |
| 2013 | Wyścig                              | Ron Howard                  | Andrew Eaton, Eric Fellner, Brian Oliver, Peter Morgan, Brian Grazer, Ron Howard                               |
| 2014 | Boyhood                             | Richard Linklater           | Richard Linklater, Cathleen Sutherland, Jonathan Sehring, John Sloss                                           |
| 2014 | Foxcatcher                          | Bennett Miller              | Bennett Miller, Megan Ellison, Jon Kilik, Anthony Bregman                                                      |
| 2014 | Gra tajemnic                        | Morten Tyldum               | Nora Grossman, Ido Ostrowsky, Teddy Schwarzman                                                                 |
| 2014 | Selma                               | Ava DuVernay                | Dede Gardner, Jeremy Kleiner, Christian Colson, Oprah Winfrey                                                  |
| 2014 | Teoria wszystkiego                  | James Marsh                 | Tim Bevan, Eric Fellner, Lisa Bruce, Anthony McCarten                                                          |
| 2015 | Zjawa                               | Alejandro González Iñárritu | Steve Golin, Arnon Milchan, Mary Parent, Alejandro González Iñárritu, Keith Redmon                             |
| 2015 | Carol                               | Todd Haynes                 | Elizabeth Karlsen, Christine Vachon, Stephen Woolley                                                           |
| 2015 | Mad Max: Na drodze gniewu           | George Miller               | Doug Mitchell, George Miller, P.J. Voeten                                                                      |
| 2015 | Pokój                               | Lenny Abrahamson            | Ed Guiney, David Gross                                                                                         |
| 2015 | Spotlight                           | Tom McCarthy                | Steve Golin, Blye Pagon Faust, Nicole Rocklin, Michael Sugar                                                   |
| 2016 | Moonlight                           | Barry Jenkins               | Dede Gardner, Jeremy Kleiner, Adele Romanski                                                                   |
| 2016 | Przełęcz ocalonych                  | Mel Gibson                  | Terry Benedict, Paul Currie, Bruce Davey, William D. Johnson, Bill Mechanic, Brian Oliver, David Permut        |
| 2016 | Aż do piekła                        | David Mackenzie             | Peter Berg, Carla Hacken, Sidney Kimmel, Gigi Pritzker, Rachel Shane, Julie York                               |
| 2016 | Lion. Droga do domu                 | Garth Davis                 | Iain Canning, Angie Fielder, Emile Sherman                                                                     |
| 2016 | Manchester by the Sea               | Kenneth Lonergan            | Lauren Beck, Matt Damon, Chris Moore, Kimberly Steward, Kevin J. Walsh                                         |
| 2017 | Trzy billboardy za Ebbing, Missouri | Martin McDonagh             | Graham Broadbent, Pete Czernin i Martin McDonagh                                                               |
| 2017 | Tamte dni, tamte noce               | Luca Guadagnino             | Peter Spears, Luca Guadagnino, Emilie Georges, Rodrigo Teixeira, Marco Morabito, James Ivory i Howard Rosenman |
| 2017 | Dunkierka                           | Christopher Nolan           | Emma Thomas i Christopher Nolan                                                                                |
| 2017 | Czwarta władza                      | Steven Spielberg            | Steven Spielberg, Kristie Macosko Krieger i Amy Pascal                                                         |
| 2017 | Kształt wody                        | Guillermo del Toro          | Guillermo del Toro i J. Miles Dale                                                                             |
| 2018 | Bohemian Rhapsody                   | Bryan Singer                | Graham King, Jim Beach                                                                                         |
| 2018 | Czarna Pantera                      | Ryan Coogler                | Kevin Feige |
| 2018 | Czarne bractwo. BlacKkKlansman      | Spike Lee                   | Jason Blum, Spike Lee, Raymond Mansfield, Sean McKittrick, Jordan Peele, Shaun Redick                          |
| 2018 | Gdyby ulica Beale umiała mówić      | Barry Jenkins               | Megan Ellison, Dede Gardner, Jeremy Kleiner, Adele Romanski, Sara Murphy, Barry Jenkins                        |
| 2018 | Narodziny gwiazdy                   | Bradley Cooper              | Bill Gerber, Jon Peters, Bradley Cooper, Todd Phillips, Lynette Howell Taylor                                  |
| 2019 | 1917                                | Sam Mendes                  | Jayne-Ann Tenggren, Pippa Harris, Callum McDougall, Sam Mendes                                                 |
| 2019 | Irlandczyk                          | Martin Scorsese             | Martin Scorsese, Jane Rosenthal, Emma Tillinger Koskoff, Robert De Niro                                        |
| 2019 | Joker                               | Todd Phillips               | Bradley Cooper, Emma Tillinger Koskoff, Todd Phillips                                                          |
| 2019 | Historia małżeńska                  | Noah Baumbach               | Noah Baumbach, David Heyman                                                                                    |
| 2019 | Dwóch papieży                       | Fernando Meirelles          | Tracey Seaward, Jonathan Eirich, Lin Dan, Anthony McCarten, Fernando Meirelles                                 |

### 2020–2029
| Rok  | Film                            | Reżyser               | Producent                                                                               |
| ---- | ------------------------------- | --------------------- | --------------------------------------------------------------------------------------- |
| 2020 | Nomadland                       | Chloé Zhao            | Frances McDormand, Peter Spears, Mollye Asher, Dan Janvey, Chloé Zhao                   |
| 2020 | Ojciec                          | Florian Zeller        | David Parfitt, Jean-Louis Livi, Philippe Carcassonne, Christophe Spardone, Simon Friend |
| 2020 | Mank                            | David Fincher         | Ceán Chaffin, Eric Roth, Douglas Urbanski                                               |
| 2020 | Obiecująca. Młoda. Kobieta.     | Emerald Fennell       | Margot Robbie, Josey McNamara, Tom Ackerley, Ben Browning, Ashley Fox, Emerald Fennell  |
| 2020 | Proces Siódemki z Chicago       | Aaron Sorkin          | Stuart M. Besser, Matt Jackson, Marc Platt, Tyler Thompson                              |
| 2021 | Psie pazury                     | Jane Campion          | Emile Sherman, Iain Canning, Roger Frappier, Jane Campion, Tanya Seghatchian            |
| 2021 | Belfast                         | Kenneth Branagh       | Laura Berwick, Kenneth Branagh, Becca Kovacik, Tamar Thomas                             |
| 2021 | CODA                            | Sian Heder            | Fabrice Gianfermi, Philippe Rousselet, Jerôme Seydoux, Patrick Wachsberger              |
| 2021 | Diuna                           | Denis Villeneuve      | Mary Parent, Denis Villeneuve, Cale Boyter, Joe Caracciolo Jr.                          |
| 2021 | King Richard: Zwycięska rodzina | Reinaldo Marcus Green | Tim White, Trevor White, Will Smith                                                     |